# Englische Suiten
Englische Suiten ist der populäre Name einer Sammlung von sechs Suiten für Cembalo von Johann Sebastian Bach (BWV 806–811). Die Entstehung des Titels ist ungeklärt und stammt wohl nicht von Bach selbst.

## Entstehung
Die heutige Forschung datiert die Suitensammlung um 1715, also in Bachs Zeit in Weimar. Anklänge an die Art und Thematik von ca. 1701 möglicherweise in London entstandenen (aber in Amsterdam gedruckten) Suiten Charles Dieuparts und schließlich auch Georg Friedrich Händels hatten in der Vergangenheit zu einer Namenserklärung und entsprechend späteren Datierung geführt, die heute als widerlegt gelten. Quelle war möglicherweise das Exemplar Johann Christian Bachs, auf dem sich die Worte fait pour les Anglois („gemacht für die Engländer“) finden.
Die sechs Suiten sind nur in Abschriften überliefert. Alle beginnen mit einem virtuosen Prélude genannten Präludium und lassen die vier Sätze folgen, die für eine Suite für ein Tasteninstrument typisch sind: Allemande, Courante, Sarabande und Gigue. Vor dem Schlusssatz wird jeweils noch ein anderer Tanzsatz eingefügt, der ein Trio in der Varianttonart umschließt (in Suite IV in der Paralleltonart). Die Grundtöne der Suiten ergeben – möglicherweise zufällig – den Anfang der Choralmelodie Jesu, meine Freude.
Später entstanden noch weitere vergleichbare Suitensammlungen, ebenfalls für Cembalo: Die sogenannten Französischen Suiten (die trotz des ähnlichen Namens in keiner inhaltlichen Beziehung zu den Englischen Suiten stehen) und die Sechs Partiten.

## Die einzelnen Werke

### Suite I A-Dur BWV 806
Sätze
- Prélude 12/8
- Allemande c
- Courante I 3/2
- Courante II 3/2 avec 2 Doubles
- Sarabande 3/4
- Bourrée I – II (a-Moll) – I
- Gigue 6/8

### Suite II a-Moll BWV 807
Sätze
- Prélude 3/4
- Allemande c
- Courante 3/2
- Sarabande 3/4
- Bourrée I – II (A-Dur) – I
- Gigue 6/8

### Suite III g-Moll BWV 808
Sätze
- Prélude 3/8
- Allemande c
- Courante 3/2
- Sarabande 3/4
- Gavotte I – II (ou la Musette G-Dur) – I
- Gigue 12/8

### Suite IV F-Dur BWV 809
Sätze
- Prélude c (vitement)
- Allemande c
- Courante 3/2
- Sarabande 3/4
- Menuett I – II (d-Moll) – I
- Gigue 12/8

### Suite V e-Moll BWV 810
Sätze
- Prélude 6/8
- Allemande c
- Courante 3/2
- Sarabande 3/4
- Passepied I en Rondeau – Passepied II (E-Dur) – Da capo Passepied I
- Gigue 3/8

### Suite VI d-Moll BWV 811
Sätze
- Prélude 9/8 (später: Allegro)
- Allemande c
- Courante 3/2
- Sarabande 3/2 – Double
- Gavotte I – II (D-Dur) – I
- Gigue 12/16